# Juan Carlos Costa
Juan Carlos Costa ist ein uruguayischer Politiker.
Costa gehört der Partido Nacional an und hatte für diese als Repräsentant des Departamento Soriano in der 44. Legislaturperiode im Zeitraum vom 5. Mai 1998 bis zum 29. Mai 1998 ein Mandat als stellvertretender Abgeordneter in der Cámara de Representantes inne.